# Stilisierter Fakt
Ein stilisierter Fakt ist die stilisierte, das heißt abstrahierende, auf wesentliche Grundstrukturen reduzierte Beschreibung eines als typisch angesehenen, in verschiedenen Zusammenhängen wiederholt beobachteten sozialwissenschaftlichen Phänomens. Das kann zum Beispiel eine Regelmäßigkeit in einer ökonomischen Größe sein. Das Formulieren, Prüfen und Erklären stilisierter Fakten ist eine häufig verwendete Methode der Ökonomik. Dort hatte der Begriff auch 1961 seinen Ursprung, von wo aus er seit den 1990er Jahren in anderen Sozialwissenschaften zunehmend aufgegriffen wurde. Ferner wird das Konzept auch in Informatik-orientierten Wissenschaften genutzt.
Der Soziologe Daniel Hirschman definiert stilisierte Fakten als einfache, empirische Regularitäten, die erklärungsbedürftig sind. Sie können Zusammenhänge bzw. Korrelationen darstellen, sind aber selbst keine Erklärung eines Zusammenhangs. Er nennt als Beispiele u. a.:
- Demokratien führen selten Krieg miteinander (siehe demokratischer Frieden).
- Die Entwicklung und Modernisierung von Staaten geht erst mit einem Rückgang der Sterblichkeitsrate, danach mit einem Rückgang der Geburtenrate einher (siehe demografischer Übergang).

Stilisierte Fakten sind in der Wissenschaft an der Schnittstelle zwischen Beschreibung und Theorie angesiedelt: Sie gehen über rein empirische, gesammelte Daten hinaus und weisen als abstrahierende Behauptung über eine Regelmäßigkeit zugleich darauf hin, dass hier etwas vorliegt, das – mittels sozialwissenschaftlicher Theorien – erklärenswert ist.  Als richtig angenommene stilisierte Fakten können Prüfstein für weitergehende Hypothesen sein.
Der Makroökonom Nicholas Kaldor führte den Begriff 1961 in die wissenschaftliche Literatur ein. Angesichts der meist ungenauen und unvollständigen statistischen Beobachtungen schlug Kaldor vor, eine stilisierte Sicht auf diese einzunehmen, die grob die wesentlichen, relevanten Tendenzen beschrieb. So sollte der Wissenschaftler trotz der im Detail unzulänglichen Daten Hypothesen und Modelle auf Basis derart zusammengefasster Fakten bilden bzw. sie an ihnen messen können. Kaldor schlug sechs stilisierte makroökonomische Fakten vor, denen Modelle des langfristigen ökonomischen Wachstums und der Kapitalakkumulation genügen sollten:
1. die volkswirtschaftliche Produktion und die Arbeitsproduktivität weisen eine gleich bleibende Wachstumsrate auf (siehe auch Verdoorn-Gesetz),
2. der Einsatz an Kapital pro Arbeitskraft, also die Kapitalintensität, wächst,
3. die volkswirtschaftliche Kapitalrendite bleibt, jedenfalls in entwickelten, kapitalistischen Gesellschaften, konstant,
4. die Kapitalproduktivität bleibt konstant,
5. die Lohnquote, d. h. der Anteil der Arbeits- und Kapitaleinkommen am Volkseinkommen, bleibt gleich,
6. die Wachstumsraten der Arbeitsproduktivität und Gesamtproduktion verschiedener Länder unterscheiden sich beträchtlich.

Kaldor versuchte anhand dieser stilisierten Fakten – von denen er annahm, dass andere Wirtschaftswissenschaftler sie als gültig akzeptierten – nachzuweisen, dass sie von neoklassischen Wachstumsmodellen nicht umfasst würden, während dies für das von ihm vorgeschlagenen Modell der Fall und es daher überlegen sei.
Wenn Wissenschaftler behaupten, bestimmte Hypothesen oder Theorien würden bestimmten stilisierten Fakten genügen, gehen sie meist davon aus, dass diese stilisierte Fakten von den meisten als angemessene Charakterisierung der Beobachtungen angesehen werden. Stilisierte Fakten sind ein wichtiges Kommunikationsmittel, sie sind häufig einprägsam und leiten wissenschaftliche Aufmerksamkeit und Diskussion. Die oft auch Laien verständlich wirkende Formulierung begünstigt es, dass sie in politischer Argumentation aufgegriffen werden; dabei besteht jedoch die Gefahr, dass es wegen Abweichungen zwischen wissenschaftlicher und alltagssprachlicher Begriffsverwendung, Ungenauigkeiten und Unvollständigkeiten zu Missverständnissen kommt.